# Łukasz Kamiński
Łukasz Kamiński (* 3. června 1973, Vratislav, Polsko) je polský historik.

## Život
Vystudoval Vratislavskou univerzitu. V roce 1999 získal titul doktora humanitních věd. V roce 2008 byl signatářem Pražské deklarace o svědomí Evropy a komunismu. V letech 2011 až 2016 byl prezidentem polského Ústavu národní paměti ((polsky) Instytut Pamięci Narodowej). V roce 2017 zvolen prezidentem Platformy evropské paměti a svědomí.

## Publikace
- Młodzież w oporze społecznym 1945–1989, Wrocław 1996, ISBN 83-89078-10-4
- Strajki robotnicze w Polsce w latach 1945–1948, Wrocław 1999, ISBN 83-910542-3-3
- Młodzież w oporze społecznym 1944–1989, IPN, Warszawa 2002, ISBN 83-88178-07-5
- Biuletyny dzienne Ministerstwa Bezpieczeństwa Publicznego 1949–1950, IPN, Warszawa 2004, ISBN 83-89078-51-1
- Polacy wobec nowej rzeczywistości 1944–1948. Formy pozainstytucjonalnego, żywiołowego oporu społecznego, 2004, ISBN 83-7174-419-6
- Wokół praskiej wiosny. Polska i Czechosłowacja w 1968 roku, IPN, Warszawa 2004, ISBN 83-89078-69-4